# The Slaughter of Innocence, a Requiem for the Mighty
The Slaughter of Innocence, a requiem for the mighty è il primo album della symphonic black metal band inglese Hecate Enthroned, pubblicato nel 1996.

## Tracce
1. Goetia – 1:24
2. Beneath a December Twilight – 6:50
3. The Spell of the Winter Forest – 6:47
4. Aflame in the Halls of Blasphemy – 5:41
5. A Monument for Eternal Martyrdom – 2:59
6. The Slaughter of Innocence, a Requiem for the Mighty – 4:49
7. At the Haunted Gallows of Dawn – 3:38
8. Christfire – 4:18
9. Within the Ruins of Eden – 5:57
10. The Danse Macabre – 3:42
11. The Beckoning (An Eternity of Darkness) – 1:05

## Formazione
- Jon Kennedy - voce
- Paul Massey - basso
- Robert Kendrick - batteria
- Marc - chitarra
- Nigel - chitarra, Chitarra Acustica
- Michael - tastiere